# Zwester Ohm
Die Zwester Ohm ist ein 20,0 km langer linker Nebenfluss der Lahn im Landkreis Marburg-Biedenkopf, Mittelhessen.
Seit 2008 ist die Zwester Ohm ein nach dem europaweiten Netz Natura 2000 ausgewiesenes FFH-Gebiet (Fauna-Flora-Habitat).

## Name
Der Ursprung des Namens ist unsicher. Möglicherweise war Zwester der ursprüngliche Name des Flusses und dieser steht in Verbindung mit mittelniederdeutsch twist „Zwist“ und altnordisch twistra „trennen“. Alternativ dient die Bezeichnung Zwester zur Unterscheidung vom gleichnamigen Fluss Ohm. In diesem Fall könnte ein Zusammenhang mit der Berufsbezeichnung Zwister in der Textilbranche bestehen.

## Geographie

### Verlauf
Die Zwester Ohm entspringt in etwa 360 m über NN auf dem Lumda-Plateau (Vorderer Vogelsberg) im Gemeindegebiet von Ebsdorfergrund nah Wermertshausen und durchfließt das Plateau zunächst in nordwestliche Richtung über Roßberg und Dreihausen bis zum Amöneburger Becken bei Heskem. Hier fließt ihr der Wittelsberger Bach von rechts zu, der Fluss ändert seine Richtung und durchfließt das Becken fortan nach Südwesten über Ebsdorf und Hachborn. Unterhalb der Straßmühle und der Goldmühle erreicht er schließlich zwischen Lahnbergen (im Norden) und Lumda-Plateau (im Süden) die Grenze zur Gemeinde Fronhausen, wonach der Weiler Erbenhausen durchflossen wird und, bereits im breiten Niederwalgern-Fronhäuser Lahntal, die Dörfer Hassenhausen von Norden, Bellnhausen von Süden und schließlich Sichertshausen von Westen tangiert werden, wonach der Fluss, ziemlich genau zwischen Marburg und Gießen, in die Lahn zu mündet.

### Sohlgefälle im Unterlauf
Da sich das Lahntal gegenüber dem Basalt des Vorderen Vogelsberg erdzeitalterlich deutlich abgesenkt hat, hat die Zwester Ohm im Unterlauf, sobald sie in den Buntsandstein der Lahnberge und des nordwestlichen Vorderen Vogelsbergs eintritt, ein deutlich steigendes Sohlgefälle und der Fluss senkt sich gegenüber dem Umland um einige Meter ein. Am Heskemer Knick auf km 10,85 oberhalb der Mündung, wo er das natürliche Gefälle des Vorderen Vogelsbergs kaum eingetieft verlässt und ihm der Wittelsberger Bach zufließt, beträgt die Höhe ca. 203 m ü. NHN und sinkt bis unmittelbar unterhalb Ebsdorfs auf km 9,1 auf 200 m, was abschnittsweise nur 1,7 ‰ Sohlgefälle entspricht; bis unterhalb Hachborns und knapp oberhalb der Straßmühle, wo die 190 m auf km 5,7 erreicht werden, beträgt das abschnittsweise Sohlgefälle bereits 2,9 ‰. Bis km 3,5 unterhalb Erbenhausens sinkt der Bach schließlich auf 180 m, was das Sohlgefälle auf 4,5 ‰ erhöht, die 170 m werden beim Kreuzen der B 3a auf km 1,0 erreicht, entsprechend 4,0 ‰.
Zum Vergleich: Die Lahn verliert im Mündungsbereich der Zwester Ohm (Mündung bei Lahn-km 160,8) von Roth (170 m, auf km 164,6) bis knapp oberhalb der Salzbödemündung (165 m, auf km 157,7) nur 5 m an Höhe entsprechend 0,72 ‰.

### Nebenbäche
Nur wenige Nebenbäche steigern die Wassermenge der Zwester Ohm merklich:
- Im Oberlauf bis zum Heskemer Knick bleiben alle Zuflüsse kurz.
- Der Wittelsberger Bach (rechts; GKZ 258334-4; gut 4,1 km; 13,187 km² EZG; Mündung auf km 10,85) kommt aus Wittelsberg, wo er die Wittelsberger Warte von Süden umflossen hat. Von Norden (rechts) her gespeist wird er durch die nahe Beltershausen fließenden Pfingstgraben und Galgengraben, von denen insbesondere der Zweitgenannte nur temporär Wasser führt.
- Die Kronau bzw. Seltengross[6] (links; 258334-514; 5,3 km; Mündung auf km 9,9) durchfließt von Süden kommend Leidenhofen und mündet oberhalb Ebsdorfs.
- Unterhalb Ebsdorfs mündet ein namenloser Bach (links; 258334-592; 3,8 km; Mündung auf km 8,4).
- Die Ilsch (links; 258334-718; 2,9 km; Mündung auf km 5,8) durchfließt Ilschhausen und mündet unmittelbar oberhalb der Straßmühle (und deutlich unterhalb Hachborns).
- Der Grundsgraben (links; 258334-794; 3,3 km; Mündung auf km 5,1) fließt ziemlich genau entlang der Gesteinsgrenze vom Basalt zum Buntsandstein von Süd nach Nord und mündet zwischen Straß- und Goldmühle.
- Der Höllgraben (links; 258334-94; 1,5 km; Mündung auf km 1,3) mündet unmittelbar unterhalb Hassenhausens.

### Orte
Folgende Orte durchfließt die Zwester Ohm:
- Gemeinde Ebsdorfergrund
  - Wermertshausen
  - Roßberg
  - Dreihausen
  - Mölln
  - Heskem
  - Ebsdorf
  - Hachborn
- Gemeinde Fronhausen
  - Erbenhausen
  - Hassenhausen
  - Bellnhausen
  - Sichertshausen

## Heckrinder

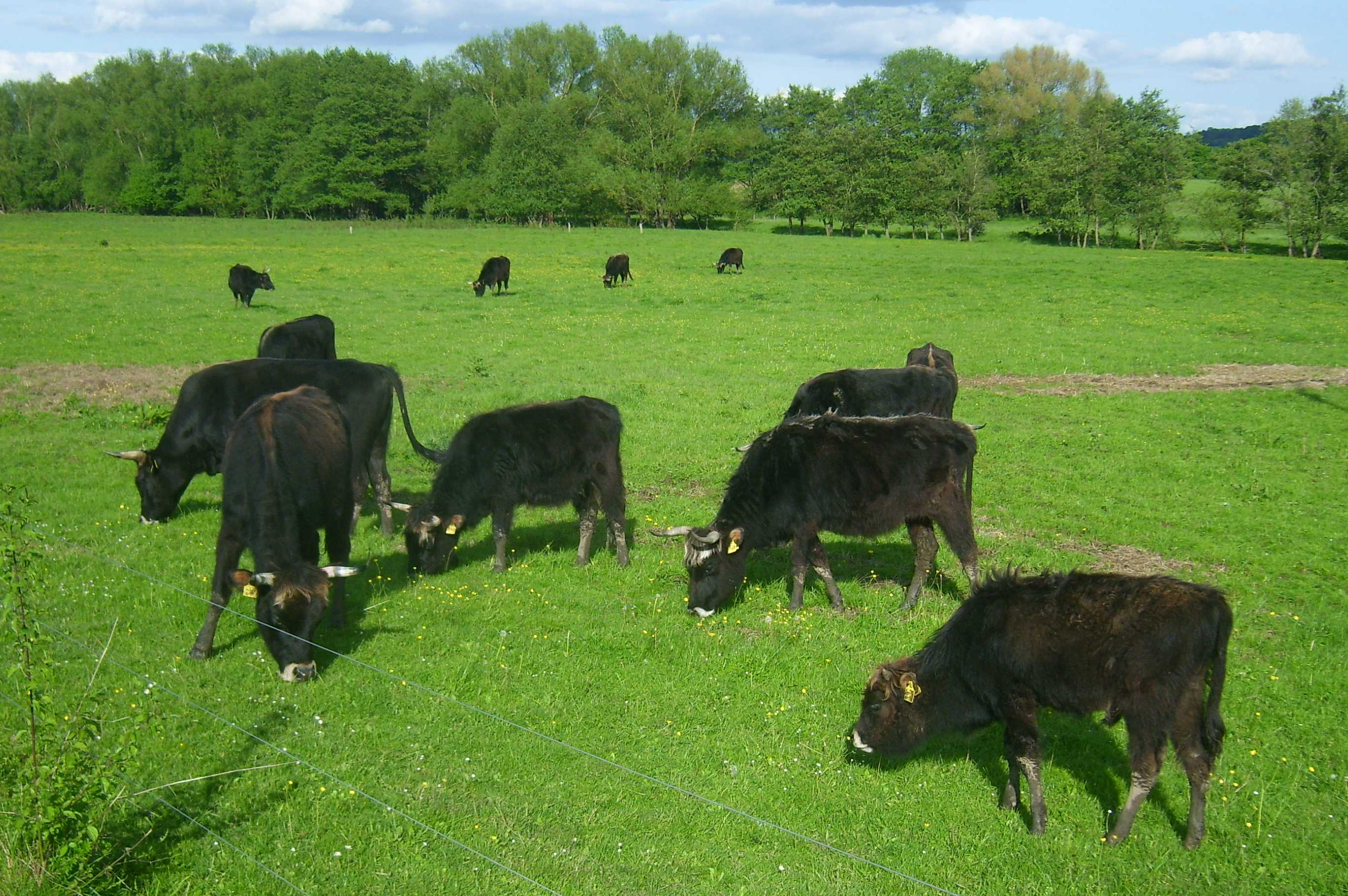
Die Heckrinder im Mai 2023

An der Aue eines 1989 renaturierten Abschnitts der Zwester Ohm zwischen Ebsdorf und Hachborn wurden 2003 sieben der urtümlich anmutenden Heckrinder angesiedelt, die die Aufläche ganzjährig beweiden und sich inzwischen (2023) deutlich vermehrt haben. Die adulten Tiere erinnern optisch an den ausgestorbenen, freilich einst zwei Nummern größeren Auerochsen, während Jungtiere wie Miniaturen von Bisons anmuten.
Ziel ist es, „die landschaftsprägende Aue offen zu halten, die Hochstaudenfluren in artenreiches Feuchtgrünland zu überführen, durch die ganzjährige, großflächige Weidehaltung ein kleinflächiges Mosaik aus unterschiedlichen Biotoptypen zu schaffen und durch ein extensive Grünlandnutzung Lebensraum für bedrohte Arten der feuchten Grünlandauen zu erhalten bzw. neu zu schaffen“.

„Seit 2003 haben sich in den Seggenriedern und feuchten Wiesen die Sumpfschrecke (St. grossus) und die Große Goldschrecke (Chrysochaon dispar) sehr stark vermehrt bzw. konnten erstmalig festgestellt werden. Weiterhin können seit Beginn der Beweidung häufiger das Kleine Nachtpfauenauge (Saturnia pavonia) und Violetter Perlmutterfalter (Brenthis ino) beobachtet werden. Inwieweit dies mit der Beweidung zu tun hat, kann jedoch nicht geklärt werden.“

Durch die Beweidung, insbesondere die im Winter, wo die Tiere kein besseres Futter vorfinden, ist der Bestand der zuvor dominierenden Brennnessel und Rohrglanzgras zurückgegangen und Pflanzen wie Drüsiges Springkraut und Sumpfdotterblume, aber auch Waldsimse, Zweizeilige Segge, Mädesüß, Sumpf-Storchschnabel, Sumpf-Schachtelhalm oder Herbst-Zeitlose treten in den Vordergrund.